# Helvídio

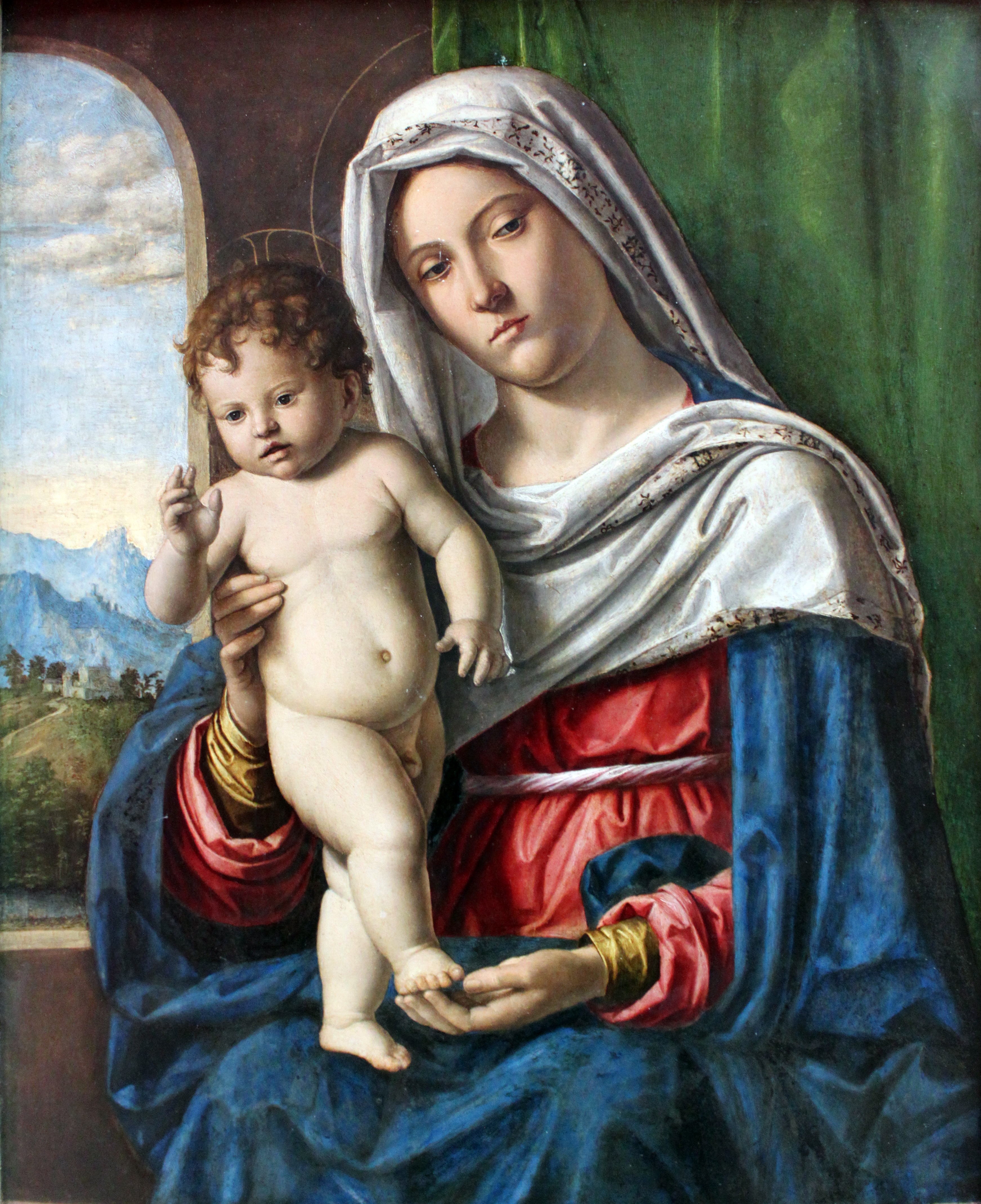
Madona e o Menino, por Cima da Conegliano

Helvídio (em latim: Helvidius) foi o autor de uma obra escrita antes de 383 d.C. contra a crença da virgindade perpétua de Maria. Defendia que a menção nos Evangelhos de "irmãs" e "irmãos" de Jesus era prova de que Maria teve filhos depois dele. Além disso, ele apoiava seus argumentos nas obras de Tertuliano e Vitorino de Pettau. O resultado prático deste ponto de vista é que a virgindade acabou numa posição inferior ao matrimônio entre as virtudes esperadas das mulheres cristãs na época.
São Jerônimo, em resposta, escreveu um tratado conhecido como "Virgindade Perpétua da Abençoada Maria", no qual ele defende vigorosamente a visão oposta e argumenta que as "irmãs" e "irmãos" citados eram ou filhos de José de um outro casamento ou primos de primeiro grau, filhos da irmã de Maria. Quando Jerônimo escreveu seu tratado, tanto ele quanto Helvídio estavam em Roma, e Dâmaso era o Papa. A resposta de Jerônimo é a única referência contemporânea de Helvídio.